# Venelin Venkov
Venelin Venkov –en búlgaro, Венелин Венков – (Oriajovo, 21 de abril de 1982) es un deportista búlgaro que compitió en lucha grecorromana. Ganó una medalla de plata en el Campeonato Europeo de Lucha de 2006, en la categoría de 55 kg.

## Palmarés internacional
| Campeonato Europeo | Campeonato Europeo | Campeonato Europeo | Campeonato Europeo |
| Año                | Lugar              | Medalla            | Categoría          |
| ------------------ | ------------------ | ------------------ | ------------------ |
| 2006               | Moscú (Rusia)      | Medalla de plata   | 55 kg              |